# Don Giovanni (Film)
Don Giovanni ist ein französisch-italienischer Film aus dem Jahr 1979 unter der Regie von Joseph Losey. Der Film ist eine Adaption von Mozarts Dramma giocoso Don Giovanni von 1787, die auf dem Don-Juan-Stoff basiert. Im Film spielt Ruggero Raimondi die Titelrolle und der Dirigent ist Lorin Maazel.
Fast drei Jahrzehnte nach der Veröffentlichung des Films nannte Nicholas Wapshott ihn eine „nahezu perfekte Verschmelzung von Oper und Leinwand“.

## Handlung
Nach einem erfolglosen Versuch, Donna Anna zu verführen, tötet Don Giovanni ihren Vater, den Commendatore, in einem Gefecht. Am nächsten Morgen trifft Giovanni Donna Elvira, eine Frau, die er zuvor verführt und verlassen hat. Später stößt Giovanni auf die Vorbereitungen für eine Bauernhochzeit und versucht, die Braut Zerlina, die den Bauern Masetto heiraten will, zu verführen, aber sein Vorhaben scheitert.
Donna Anna erkennt, dass es Don Giovanni war, der ihren Vater getötet hat, und verfolgt den Verführer zusammen mit ihrem Verlobten Don Ottavio. Inzwischen wirbt Giovanni mit einem Ständchen um Elviras Zofe. Dafür tauscht er Hut und Mantel mit seinem Diener Leporello, der schnell in Schwierigkeiten mit Elvira und ihren Freunden gerät, die ihn für seinen Herrn halten. Leporello kann fliehen und trifft Don Giovanni schließlich auf dem Friedhof, auf dem der Commendatore begraben liegt. Aufgefordert von seinem Herrn, lädt Leporello die Statue auf dem Grab zum Abendessen ein. Während Don Giovanni speist, klopft die Statue an die Tür. Der übermütige Don Giovanni reicht dem Commendatore die Hand und wird in die Flammen, die vor ihm auflodern, hineingezogen.

## Produktion und Veröffentlichung
Unter Verwendung des ursprünglichen Librettos und der Musik Mozarts wurde Don Giovanni als Musikfilm mit einer Reihe von Szenen gedreht, die jeweils mehrere Kameras und Takes verwenden. Vier Jahre zuvor hatte Losey mit einem ähnlichen Ansatz eine Filmversion von Bertolt Brechts Theaterstück Galileo gedreht; Reginald Beck hatte auch den früheren Film zusammen mit vielen anderen unter der Regie von Losey geschnitten. Die Kinematografie ist üppig mit vielen Szenen, die an visuell ansprechenden Orten spielen, wie der Villa Rotonda oder Gondeln, die durch die Kanäle von Venedig gleiten.
In der Oper spielt die Handlung in Spanien, aber Mozarts Librettist Lorenzo Da Ponte schrieb auf Italienisch, und dieser Film verwendet Schauplätze in Venedig und Murano. Spielorte sind Bauten von Andrea Palladio in und um die Stadt Vicenza (Basilica Palladiana, Villa Rotonda und das Teatro Olimpico). Die Sänger nahmen ihre Auftritte separat auf und lippensynchron in ihren Filmauftritten. Wie Noel Megahey anmerkt, „ist es völlig undurchführbar, das Orchester der Opéra de Paris für die Dauer der Produktion für eine Live-Aufnahme durch die Drehorte zu schleppen“.
Das Gesamtbudget für den Film betrug etwa 7.000.000 $.
Premiere des Films war am 6. November 1979 in New York City.
1979 veröffentlichte CBS Masterworks eine LP mit Auszügen aus dem originalen Soundtrack des Films. Es singen Chor und Orchester der Pariser Oper unter Leitung von Lorin Maazel. Die LP enthält 14 Nummern aus der Oper. 2006 brachte das Label Concorde eine DVD des Films heraus.

## Kritiken
Nach dem Kinostart des Films im Jahr 1979 lobte Vincent Canby von der New York Times den Gesang, kam jedoch zu dem Schluss, dass der Dreh vor echten Landschaften und einer Villa in der Nähe von Vicenza „nicht funktioniert“. Die gefilmten Nahaufnahmen der Sänger empfand er meist als irritierend und wirkungslos.
Das Lexikon des internationalen Films schrieb: „In Loseys Filmoper wachsen Landschaften und Architektur mit der Handlung und der Musik zu einer Symbiose zusammen. In der großartigen Bildersprache spiegelt sich das Ende einer feudalen Epoche. Obwohl auch komödiantisch, überwiegt die bitterböse Satire. In der Optik, der Musik und ihrer Interpretation gleichermaßen faszinierend.“
Marie Anderson lobte auf kino-zeit.de: „Joseph Losey, der innerhalb seines Werkes bei Weitem nicht nur mit dem kuriosen Geheimtipp Der Diener / The Servant von 1963 brilliert und der es wagt, Don Giovanni und Leporello über den nackten Leib einer hingebetteten Frau hinweg das zentrale Thema des Films lapidar zu verbalisieren, zeigt sich mit Don Giovanni als gleichermaßen mutiger wie sorgfältiger Regisseur. Bei allem Beiwerk lenkt er den Fokus auf das, was vorrangig zählt: die wundervollen Stimmen und Vorträge, die absolut geeignet sind, auch einen der Oper Unkundigen zur Begeisterung für diese Gattung zu verführen.“
Die Kritik in dem britischen Review-Journal Gramophone war weniger enthusiastisch: „Alle Sänger der Hauptrollen, erfahrene und geübte Opernsänger, agieren wie Automaten. Alle singen gut, und es besteht kein Zweifel am Orchester unter Maazel, es spielt makellos, aber selbst bei dieser im Sound verbesserten neuen Fassung ([Label Second Side]), sind sie doch ziemlich auf die Rolle einer Background-Musik zurückgedrängt. Der Film ist sicher beeindruckend, aber das allein ist kein Grund, ihn zu empfehlen.“

## Auszeichnungen
Der Film erhielt vier Filmpreise und wurde für vier weitere nominiert, darunter die BAFTAs für den Sound und das beste Kostümdesign. Reginald Beck gewann 1980 den César für den besten Schnitt und Alexandre Trauner für das Produktionsdesign.